# Сен-Жорж-сюр-Ренон
Сен-Жорж-сюр-Рено́н (фр. Saint-Georges-sur-Renon) — коммуна во Франции, находится в регионе Рона — Альпы. Департамент — Эн. Входит в состав кантона Шатийон-сюр-Шаларон. Округ коммуны — Бурк-ан-Брес.
Код INSEE коммуны — 01356.

## География

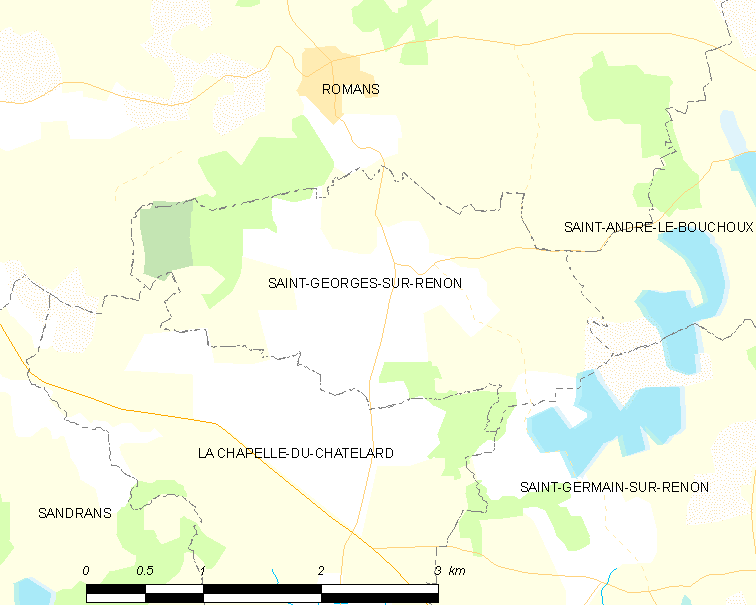
Карта коммуны

Коммуна расположена приблизительно в 370 км к юго-востоку от Парижа, в 45 км севернее Лиона, в 19 км к юго-западу от Бурк-ан-Бреса.
По территории коммуны протекает река Ренон.

## Климат
Климат полуконтинентальный с холодной зимой и тёплым летом. Дожди бывают нечасто, в основном летом.

## История
Первые упоминания о деревне относятся к XII веку.

## Население
Население коммуны на 2010 год составляло 197 человек.
| 1962 | 1968 | 1975 | 1982 | 1990 | 1999 | 2010 |
| ---- | ---- | ---- | ---- | ---- | ---- | ---- |
| 119  | 108  | 95   | 105  | 126  | 162  | 197  |

## Администрация
| Период | Период | Фамилия           | Партия | Примечания |
| ------ | ------ | ----------------- | ------ | ---------- |
| 1983   | 1995   | Анри Дюпла        |        |            |
| 1995   | 2001   | Сильви Берже      |        |            |
| 2001   | 2006   | Сильви Кастригано |        |            |
| 2006   | 2014   | Анри Дюпла        |        |            |
| 2014   | 2020   | Жак Папийон       |        |            |

## Экономика
В 2010 году среди 132 человек трудоспособного возраста (15—64 лет) 100 были экономически активными, 32 — неактивными (показатель активности — 75,8 %, в 1999 году было 75,7 %). Из 100 активных жителей работали 97 человек (50 мужчин и 47 женщин), безработных было 3 (2 мужчин и 1 женщина). Среди 32 неактивных 10 человек были учениками или студентами, 12 — пенсионерами, 10 были неактивными по другим причинам.

## Достопримечательности
- Церковь Св. Георгия (XII век)